# Odstotna točka
Odstotna točka je mera za aritmetično razliko med dvema deležema, izraženima v odstotkih (%).
Enačenje razlike med odstotki in odstotnimi točkami je pogosta napaka pri branju primerjav in lahko vodi do močno napačnega vtisa o pojavu. To nerazumevanje včasih pisci namerno zlorabljajo.

## Zgled
Vzemimo, da je neko podjetje leta 1 naredilo 4 % dobička, naslednje leto, torej leta 2, pa se je dobiček povečal na 6 %.
To lahko razložimo na dva načina: 
1. Dobiček podjetja se je v enem letu povečal za (6 / 4 - 1) * 100 = 50 %.
2. Dobiček podjetja se je v enem letu povečal za 6 - 4 = 2 odstotni točki.